# Switching adaptável
Um Switcing adaptável é designado para atuar normalmente no modo Cut-Through. Contudo, se a taxa de erro em uma de suas portas for muito alta, o switch reconfigura automaticamente a porta para atuar no modo Store-and-Forward.
Essa característica otimiza o funcionamento do dispositivo, uma vez que permite que o mesmo provenha um switching (comutação) mais rápido com uma maior taxa de transmissão pelo modo cut-through, ou em caso de alta taxa de erro, alterar a porta para o modo store-and-forward. Switches adaptáveis garantem o melhor funcionamento possível para o sistema, pois conciliam o melhor de cada tipo de tecnologia comutadora.